# Mešovice
Mešovice (německy Nespitz) je malá vesnice, část obce Uherčice v okrese Znojmo. Nachází se asi 4 km na západ od Uherčic. V obci je evidováno 27 adres. Trvale zde žije 41 obyvatel. Kaple svatého Bartoloměje v centru obce dokresluje její malebný kolorit. Na uherčickém panství se u Mešovic nalézala hájovna a jižně od panského poplužního dvora Nového Dvoru (německy Neuhof) bývala velká bažantnice. Mešovice je také název katastrálního území o rozloze 7,82 km2.

## Název
Na vesnici bylo přeneseno původní pojmenování jejích obyvatel Mešovici, které bylo odvozeno od osobního jména Meš (což byla domácká podoba některého jména začínajícího na Me-, např. Medl, Mečežir, Mečislav) a znamenalo "Mešovi lidé". Nositelem jména snad byl lokátor vsi nebo její první majitel. Do němčiny bylo jméno vesnice převzato s obměnou přípony a změnou počáteční souhlásky (vlivem předložky in - "v"). Podoba jména v písemných pramenech: Nespitz (1348), Messewicz (1371), Messowicze (1528), Mossowicze (1564), Nischpitz (1672), Nespitz (1751), Nespitz/Nospitz, Nošowice/Nešpyce (1848), Nespitz, Mešovice (1872).

## Názvy tratí
Scheibenfeld, Schälfeld, Bachergraben (Racher oder Racker), Edelwiesen, Türkitz, Türkitzfeld, Lange Leiten, Neu Hof, Spitzäcker, Härtling, Gießhübl, Hackenfeld, Oberen Lossfeld, Unter Lossfeld, Tullitz, Breiten, Föhrenfeld, Laimfeld, Tasowitz, Jamnitzer Weg (Jamnitzerwegfeld), Runitz, Runitzfeld, Kalten Lüss, Ge(c)ky (do roku 1945).

## Historie
Mešovice jsou poprvé písemně zmíněny roku 1348, kdy Karel IV. udělil do dědičného léna Jindřichovi z Waldsee Vratěnín s dalším zbožím in dem Dorffe ze Nespitz drithalb Lehen, jako odúmrť po pánech z Klingerberka (Johannovi, Albrechtovi a Heinrichovi) se vším, co patřilo zu dem Huse ze Tyrnach. Roku 1371 učinil markrabě Jan Petra Hechta z Rosic, toho času purkrabího na Frejštejně, poslem deskových vkladů Jindřicha z Hradce vsí Chrlop (Korolup) a Mešovic Seydlinovi z Lubnice (rytíři ze Sichelbachu erbu trojzubce). V roce 1373 zapsal Jindřich z Hradce rytíři Seidlinovi (nobilis Zeydlino de Lubnycz mility) a Henslinovi z Vydří dva lány v Chrlopech a u Mešovic dvorec nazývaný „Holdenobsky” (curia in Chirlobw). V roce 1385 se Frenclin ze Slavonic, který se psal i po Mešovicích, dohodl na společném majetku s bratrem Filipem z Lubnice a v roce 1386 se po vsi psal Henzlík s chotí Dorotou.
Klingerberkové obdrželi majetky na Moravě s hradem Tyrnou od Habsburků do zástavy v roce 1314, v roce 1317 potvrdil nad vratěnínskou farností Jan z Klingerberka patronátní právo klášteru v Jeruši (Gerasu) a za svou chrabrost na křížových taženích do Litvy a Pruska si Jan z Klingerberka vysloužil v roce 1319 ves Mladoňovice u Jemnice. Od roku 1480 byla obec v majetku Krajířů z Krajku. V roce 1493 ves vlastnil Zikmund Krokvicar, v roce 1487 patřila k Frejštejnu (Freistein), od roku 1493 do roku 1498 k Bítovu (Vöttau), v roce 1498 ji měl v majetku Jindřich z Lichtemburka, v roce 1536 ji držel Jetřich Dobrovodský s obcí Urbaneč, v roce 1564 Adam Volf Krajíř s Uherčicemi, od roku 1565 Volf Štrejn ze Švarcenavy. V roce 1629 patřila do majetku Jakuba Berchtolda svobodného pána na Uherčicích. Posledními majiteli byli Collaltové.
v roce 1909 sestávalo obecní zastupitelstvo (ustavené 11. července 1909):
- Starosta: Stalleker Johann
- Obecní radní: Waitz Georg, Jandl Franz
- Obecní výbor: Raiber Anton, Steinbrecher Franz, Endl Franz, Apeltauer Johann, Jandl Jakob, Steinbrecher Jakob
- Náhradníci: Chloupek Ondřej, Klimeš František, Weitz Johann, Steinbrecher Karl, Überreiter Anton, Linsbauer Franz

Hostinec provozoval Waitz Anton, kovárnu Strobl Leopold, panský dvůr v nájmu Zawadil Johann z Uherčic, obchod s lihovinami a se smíšeným zbožím Klimeš František.
Po vzniku Československa probíhala na velkostatku Uherčice za Manfreda Collalto et San Salvatore v roce 1925 – 1927 pozemková reforma. Ušetřen zůstal jen dvůr v Uherčicích, Mitrovicích, lihovar, vápenka a lokální elektrárna uherčického dvora. Zestátněny byly rozsáhlé lesní pozemky, zřícenina hradu Frejštejn a lihovar v Písečném, který byl přidělen nově vzniklému lihovarnickému družstvu. Zbytkový statek Neuhof (Nový dvůr) u Mešovic byl správou velkostatku jako jediný až do počátku pozemkové reformy v dlouhodobém pronájmu Antona Zawadila, hostinského z Vratěnína, později jeho syna Johanna Zawadila.
Zbytkový statek „Neuhof” (55 ha) byl nejprve ponechán v záboru a pronajímán, v roce 1935 jako zbytkový odprodán jeho nájemci Františku Smejkalovi z Uherčic, předáku místní Národní jednoty pro jihozápadní Moravu. Zestátněné collaltovské lesní revíry připadly správě Státních lesů a statků. Do roku 1945 spadala obec pod městečko Vratěnín (Fratting). Taktéž byla součástí vratěnínské farnosti i školního obvodu.
Po druhé světové válce bylo německé obyvatelstvo vyhnáno. Podle dekretu čís. 108/45 Sb. byl v obci konfiskován majetek po 24 německých rodinách a majetek velkostatku Uherčice.
Mešovice. Jsme hrdi na to, že mládež v naší obci je na prvém místě v našem pohraničí, která se rozhodla založiti odbor mládeže ČSL. Naše rozhodnutí uskutečnilo se v úterý 2. prosince 1947 na veřejné schůzi ČSL, na které promluvili: br. P. Ludvík Gazda a br. A. Šplíchal. Po referátech obou řečníků, hostů z Jemnice, se rozvinula živá debata, načež bylo zvoleno předsednictvo odboru. Předsedou MOM byl zvolen br. Josef Částka, místopředsedkyně s. Růžena Roušalová, jednatel br. Karel Vaněk, dívčí referentka s. Alžběta Packová a pokladník br. Karel Tříletý. Pouštíme se s radostí a nadšením do práce a jsme přesvědčeni, že naše práce přinese dobré výsledky.
Naše demokracie, 12.12.1947
Dne 4. února 1949 bylo založeno společné Kulturní družstvo se sídlem ve Vratěníně, v jehož čele stálo 12 členů předsednictva: předseda se František Vlach (předseda JSČZ ve Vratěníně), místopředseda Jenda Miroslav (předseda MNV v Mešovicích), jednatel Bohumír Pařízek (předseda odbočky Svazu čs. sovětského přátelství ve Vratěníně) a pokladník Antonín Vala (zemědělec z Vratěnína, předseda osmičlenné dozorčí rady František Chloupek (zemědělec z Mešovic), místopředseda zemědělec Jakub Bartůšek z Vratěnína a zapisovatel Karel Niederhafner (správce národní školy ve Vratěníně).
Konfiskovaný majetek velkostatku Uherčice se dvorem Nový dvůr převzal v roce 1949 Státní statek Janov u Starého Hobzí (zřízena výkrmna prasat) a od 1. ledna 1950 Státní statek Jaroměřice nad Rokytnou (farma Mešovice). Státní statek Jaroměřice nad Rokytnou, hospodářství Uherčice a Mešovice přešel od 1. srpna 1960 pod správu Státního statku Lesná (zánik r. 1996). Místní sdružení JSČZ v Mešovicích se zavázalo, že přesvědčí drobné a střední rolníky o výhodách JZD a že do 10. dubna 1950 založí v obci JZD. K jeho založení došlo až v roce 1953 a v roce 1961 bylo integrováno do Státního statku Lesná.

## Obyvatelstvo

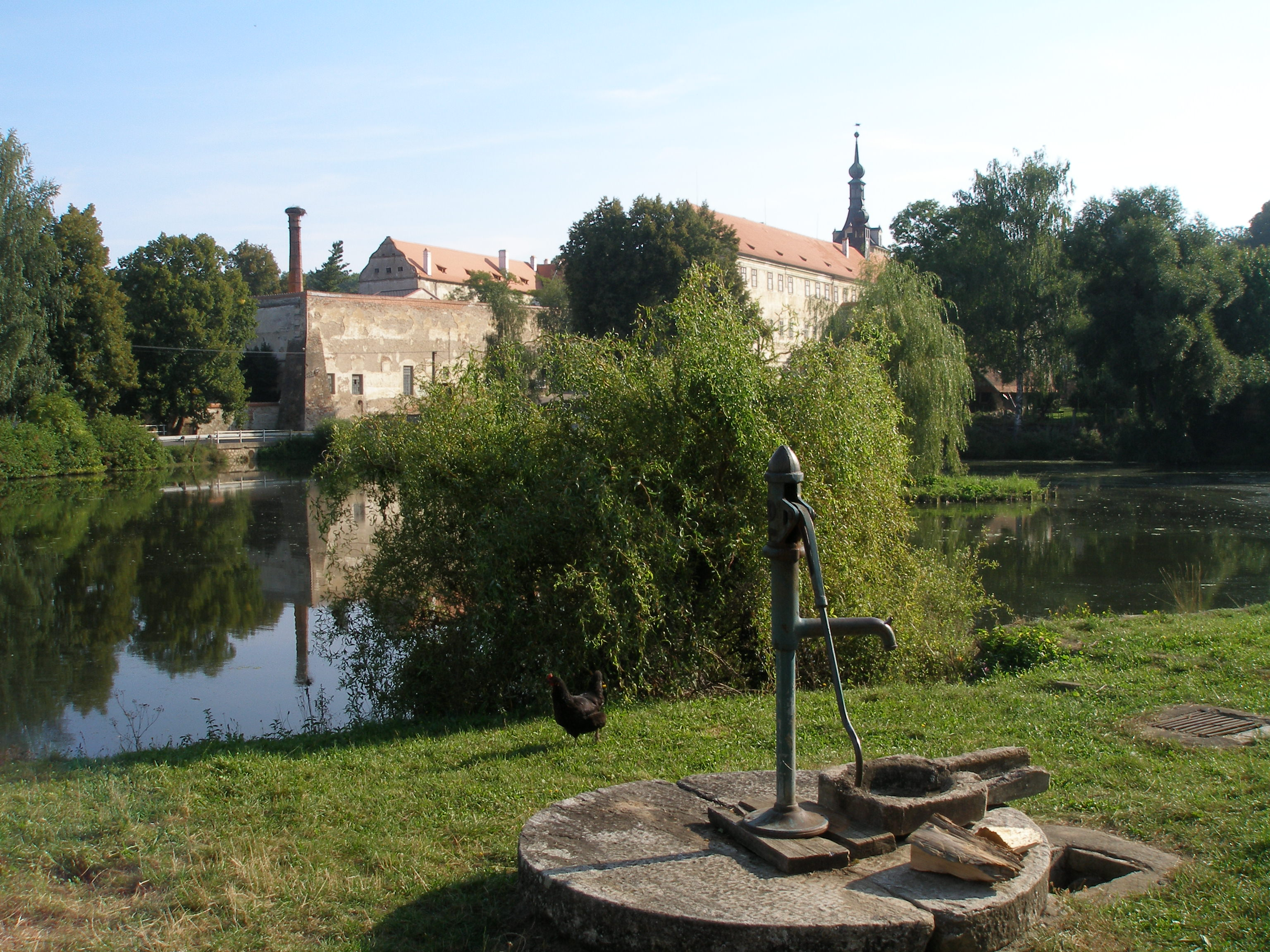
Zámek Uherčice u Znojma - sídlo posledních majitelů rodu Collaltů. Po odsunu německého obyvatelstva, zřízení železné opony a zrušení veřejné správy ve Vratěníně se stala centrem politické správy obec Uherčice, pod které ves nadále spadala. V roce 1976 proběhly první volby do sloučeného Místního národního výboru ve střediskové obci Uherčice (sloučené MNV Uherčice, MNV Lubnice, MNV Korolupy a MNV Vratěnín) s 23 poslanci ze sloučených obcí. Následně se volilo do rady MNV a v jednotlivých obcích do Občanského výboru. Po správní reorganizaci (v roce 1960) spadala obec do politického i soudního okresu Znojmo.

Robotní vzpoura v obci v roce 1821 byla ještě v zárodku potlačena. Mešovice měly vždy výhradně zemědělský charakter. Obyvatelé pěstovali pšenici, žito, oves, ječmen, řepku, brambory, řepu. Jediným řemeslníkem až do roku 1945 byl ve vsi kovář. Další živnost provozoval obchodník se smíšeným zbožím. Matrika byla vedena od roku 1655 na faře ve Vratěníně. Obecní kaple je zasvěcena sv. Bartolomějovi. V roce 1935 obyvatelé vsi volili ze 121 voličů 76 hlasy Sudetendeutsche Partei a 24 hlasy Republikánskou stranu zemědělského a malorolnického lidu. V roce 1946 volilo nové obyvatelstvo obce: 54 hlasy KSČ, 35 hlasy ČSL, 3 hlasy ČSSD, 9 hlasy ČSNS. Ve volbách v roce 1948 volilo obyvatelstvo Mešovic jednotnou kandidátku Národní fronty bez vhození bílého lístku a obec tak získala titul „vlastenecká obec”.
| Rok  | Počet domů | Počet obyvatel | Němci | Češi | Židé | Ostatní |
| ---- | ---------- | -------------- | ----- | ---- | ---- | ------- |
| 1793 | 35         | 232            |       |      |      |         |
| 1836 | 38         | 227            |       |      |      |         |
| 1869 | 38         | 215            |       |      |      |         |
| 1880 | 38         | 200            | 168   | 31   | 0    | 1       |
| 1890 | 37         | 196            | 190   | 6    | 0    | 0       |
| 1900 | 37         | 183            | 174   | 9    | 0    | 0       |
| 1909 | 37         | 183            | 174   | 9    | 0    | 0       |
| 1910 | 37         | 183            | 167   | 16   | 0    | 0       |
| 1910 | 37         | 183            | 167   | 16   | 0    | 0       |
| 1921 | 37         | 199            | 128   | 67   | 0    | 4       |
| 1930 | 37         | 211            | 122   | 88   | 0    | 1       |
| 1939 |            | 191            |       |      |      |         |
| 1948 |            | 182            |       |      |      |         |
| 1991 |            | 61             |       |      |      |         |
| 2001 |            | 62             |       |      |      |         |
| 2011 | 27         | 43             |       |      |      |         |

### Zvyky a tradice
Do odsunu německého obyvatelstva (9. června 1945) se konala v obci pouť sv. Bartoloměje (24. srpen), na sv. Floriána se držela novéna, během půstu každou neděli probíhaly modlitby sedmibolestného růžence zakončené křížovou cestou (Kreuzwegandacht) a v květnu se každou neděli odříkávaly růžencové modlitby Rosenkranzandachte.

### Umělecká řemeslná dílna
Na konci roku 1992 založili manželé Strmiskovi v Třebíči firmu „Ing. Eva Strmisková a Milan Strmiska – výroba bižuterie“ a v prosinci roku 2006 přesídlili do obce Mešovice do domu č 14. V roce 2010 udělil ministr kultury ČR firmě titul "Nositel tradice lidové kultury". Rodina Strmiskova navazuje při výrobě šperků na tradici perleťářství a zpracování hovězí rohoviny. Vyrábí zdobené brože, doplňky k lidovým krojům, repliky středověkých pohárů, ale i bižuterii moderní. Strmiskovi spolupracují i s řemeslníky a tvůrci módních salonů, galerií, návrháři či restaurátory. Jejich řemeslná dílna je členem Sdružení lidových řemeslníků a výrobců Folk Art Produktion, Česká republika a Horáckého sdružení lidových řemesel kraje Vysočina.

## Občanská vybavenost
V Mešovicích není vybudován veřejný vodovod ani dešťová a splašková kanalizace. Nemovitosti čerpají pitnou vodu z individuálních studní. Po obci jsou vybudovány pouze krátké úseky stok odvodňující silnici. Splaškové vody likviduje místní obyvatelstvo v jímkách na vyvážení. Do budoucna se v Mešovicích o budování kanalizace neuvažuje. Zdravotní středisko, mateřská škola, obecní úřad s matrikou a pošta se nachází v Uherčicích. Základní školu navštěvují žáci v Lubnici. Pověřenou obcí je Vranov nad Dyjí, s rozšířenou působností Znojmo (okres Znojmo, Jihomoravský kraj). Autobusová zastávka se nalézá u kaple sv. Bartoloměje a spojení v rámci IDS JMK zajišťuje linka 816 – Znojmo – Vranov nad Dyjí – Lančov – Vratěnín – Drosendorf. Obcí vede cyklistická trasa Bačkovice – Uherčice – Mešovice.

## Pamětihodnosti
- Kaple sv. Bartoloměje
- Kaplička
- Krucifix
- Výklenková kaplička – poklona v polích vlevo od silnice do Dančovic
- Výklenková kaplička – poklona vpravo za obcí u silnice do Dančovic